# Mariusz Zalejski
Mariusz Zalejski (ur. 11 stycznia 1959 w Tarnowskich Górach) – polski aktor.

## Życiorys
Urodził się w Tarnowskich Górach, ale dorastał w Bielsku-Białej. Opuścił dom rodzinny w wieku 15 lat, a po skończeniu szkoły podstawowej mieszkał w Dąbrowie Górniczej i Sosnowcu. W 1986 zdobył dyplom PWST w Krakowie po występie w tytułowej roli w spektaklu dyplomowym Hamlet.
20 czerwca 1986 zadebiutował jako aktor teatralny rolą Demetriusza w Śnie nocy letniej Williama Shakespeare’a w reż. Henryka Tomaszewskiego na scenie Teatru Pantomimy we Wrocławiu. Również w 1986 wyemigrował do Australii, gdzie mieszkał w Sydney przez kolejne 12 lat. W trakcie emigracji pracował m.in. jako malarz budowlany, taksówkarz i maszynista sceniczny w Sydney Opera House. Uzyskał dyplom nauczyciela języka angielskiego na Sydney Catholic University. Na obczyźnie kontynuował działalność aktorską – dołączywszy do agencji działającej przy Australian Film, Television & Radio School, wystąpił w kilku studenckich spektaklach dyplomowych i zagrał epizodyczne role w kilku serialach. Prowadził też zajęcia aktorskie na Wydziale Aktorskim Nepean University i założył Sydney Mosaic Theatre, z którym wyprodukował cztery spektakle.
Jesienią 1998 wrócił do Polski, po czym został aktorem w Teatrze Dramatycznym w Warszawie. W 2008 uczestniczył w programie rozrywkowym Polsatu Gwiezdny cyrk.

## Filmografia
- 2016 – Ojciec Mateusz – Andrzej Drzewiecki, dyrektor call center (odc. 196)
- 2016 – Pierwsza miłość – Samuel Walski, prawnik Teda
- 2014 – Prawo Agaty – Marciniak, mąż Renaty (odc. 59)
- 2010 – Ojciec Mateusz – mec. Szorski (odc. 35)
- 2009 – Siostry – Jarosław Dębina (odc. 3)
- 2008 – Pitbull – kierownik zmiany w hotelu (odc. 20)
- 2007 – Niania – doktor (odc. 52)
- 2007−2010: M jak miłość – Aleksander Radosz
- 2007 – Egzamin z życia – porucznik Rydzki
- 2006–2007 – Pogoda na piątek – Jasiek, partner Joli; seria I
- 2004 – Pensjonat pod Różą – Aleks, partner Niny, instruktorki fitness
- 2005 – Oficer – żołnierz wojska polskiego strzelający do Kamieniewa (nie występuje w napisach)[4]
- 2004 – Fala zbrodni – Gideon Brenner
- 2003 – Psie serce – Marco Collodi
- 2002 – Cudzoziemiec (film) – człowiek Marquetta
- 2002 – Kasia i Tomek – Roberto, kelner we włoskiej restauracji; tylko głos (odc. 20)
- 2001 – M jak miłość – lekarz opiekujący się Zduńską
- 2001 – Lokatorzy – Rafał, przyjaciel Cezarego
- 2001 – Casus belli – obsada aktorska
- 1999 – Świat według Kiepskich – Supermen
- 1999 – Pierwszy milion – obsada aktorska
- 1999–2001 – Na dobre i na złe – Zygmunt, właściciel stadniny, przyjaciel Jakuba
- 1999 – Krugerandy – Dieter
- 1997–2007 – Klan – pracownik Firmy Doradczej „Partners Ltd.”
- 1986 – Na kłopoty… Bednarski – gościnnie